# کونیتشکی
کونیتشکی (به چکی: Kuničky) یک منطقهٔ مسکونی در جمهوری چک است که در ناحیه بلانسکو واقع شده‌است. کونیتشکی ۴٫۲۷ کیلومتر مربع مساحت و ۲۶۱ نفر جمعیت دارد و ۵۳۰ متر بالاتر از سطح دریا واقع شده‌است.